# 布沃涅

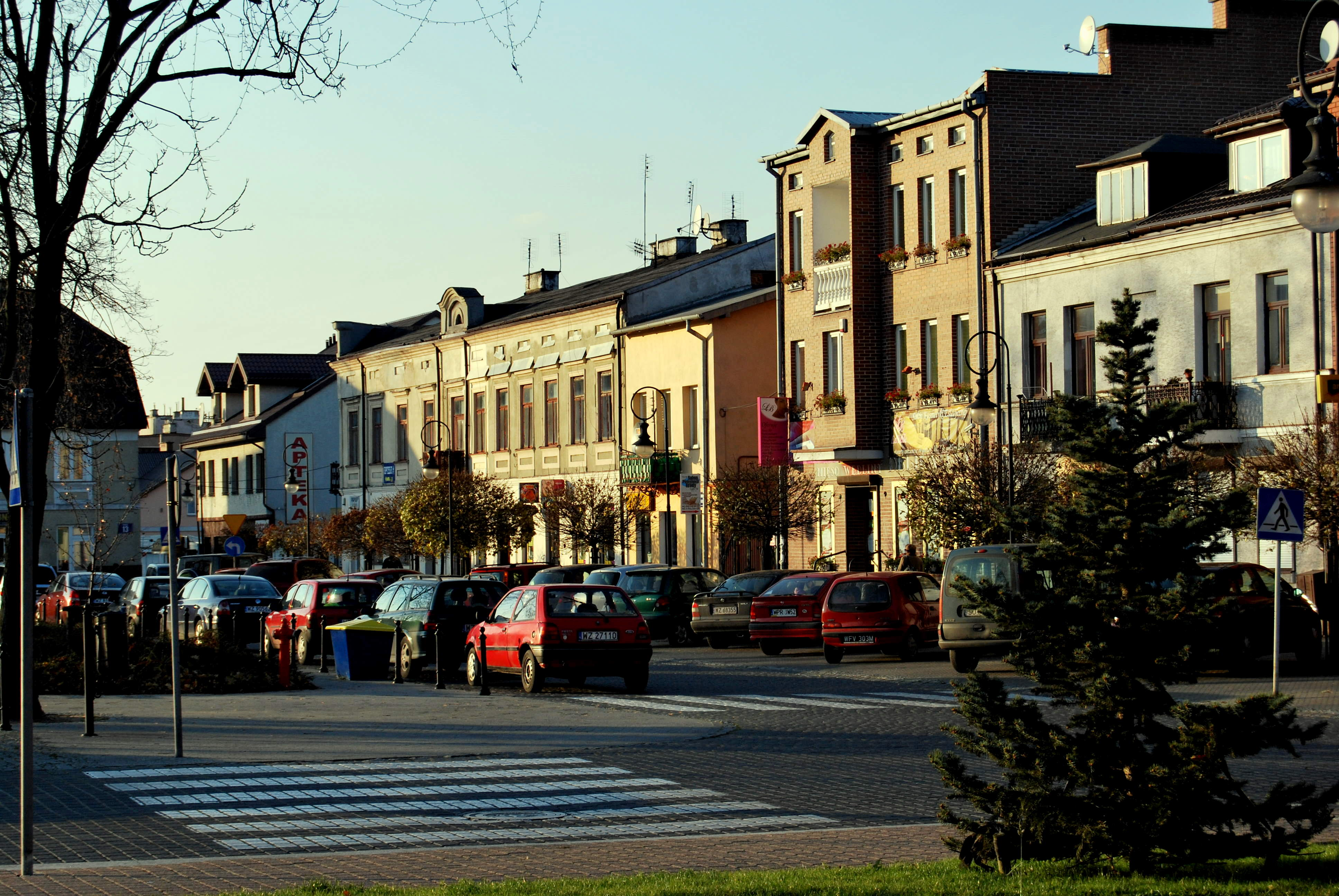

布沃涅是波蘭的城鎮，位於該國中部，距離首都華沙約25公里，由馬佐夫舍省負責管轄，始建於十一世紀，面積9.12平方公里，2006年人口12,259。第二次世界大戰期間，納粹德國在該鎮設立猶太人居住區。

## 外部連結
- Official town webpage （页面存档备份，存于）
- Jewish Community in Błonie （页面存档备份，存于） on Virtual Shtetl

52°12′N 20°37′E / 52.200°N 20.617°E